# 서커 펀치 프로덕션
서커 펀치 프로덕션(Sucker Punch Productions)은 미국의 비디오 게임 개발 회사이다. SCE 월드와이드 스튜디오 산하 게임 개발 스튜디오의 하나이다. 1997년에 설립되었다.

## 개발한 게임
- 인퍼머스 2
- 인퍼머스 세컨드 선
- 고스트 오브 쓰시마